# Aix-les-Bains
Aix-les-Bains este un oraș în Franța, în departamentul Savoie, în regiunea Ron-Alpi.
Numele vechi al localității a fost Aix-en-Savoie, iar numele actual se datorează faptului că acolo au funcționat băi termale, încă din epoca romană. Numele antic al localității a fost  Aquae Gratianae, adică Apele împăratului Gratianus.